# Heringhausen (Diemelsee)
Heringhausen – część miejscowości (Ortsteil) w gminie Diemelsee w północnej części Hesji. Heringhausen jest uznanym uzdrowiskiem klimatycznym. 

## Geografia
Heringhausen leży pomiędzy Dortmundem i Kassel, na południe od Paderborn, mniej więcej w środku trójkąta z narożnymi punktami Korbach, Brilon i Marsberg oraz w parku przyrodniczym Diemelsee. Wszystkie obszary osadnicze Heringhausen leżą nad brzegiem zbiornika Diemel. Przez miasto przebiega droga krajowa nr 3078.

## Historia
14 stycznia 1023 roku miejscowość została wymieniona jako Hardinghuson w wykazie dóbr klasztoru Kaufungen, jako dar cesarza Henryka II dla tego klasztoru. Wydarzenie to udokumentowane jest z tą samą datą za pomocą tzw. dokumentów cesarskich Henryka II.

## Kultura i zabytki
W pobliżu miejscowości znajdują się zabytki i pomniki przyrody. W centralnej części miejscowości znajdują się:
- Kościół św. Barbary – kościół romański z X wieku.
- „Visionarium Diemelsee” – stała wystawa poświęcona środowisku, geografii i historii z rozwijającymi się treściami.
- „Najdłuższa ławka w Hesji” – ławka z pnia daglezji, 26,42 metra długości.

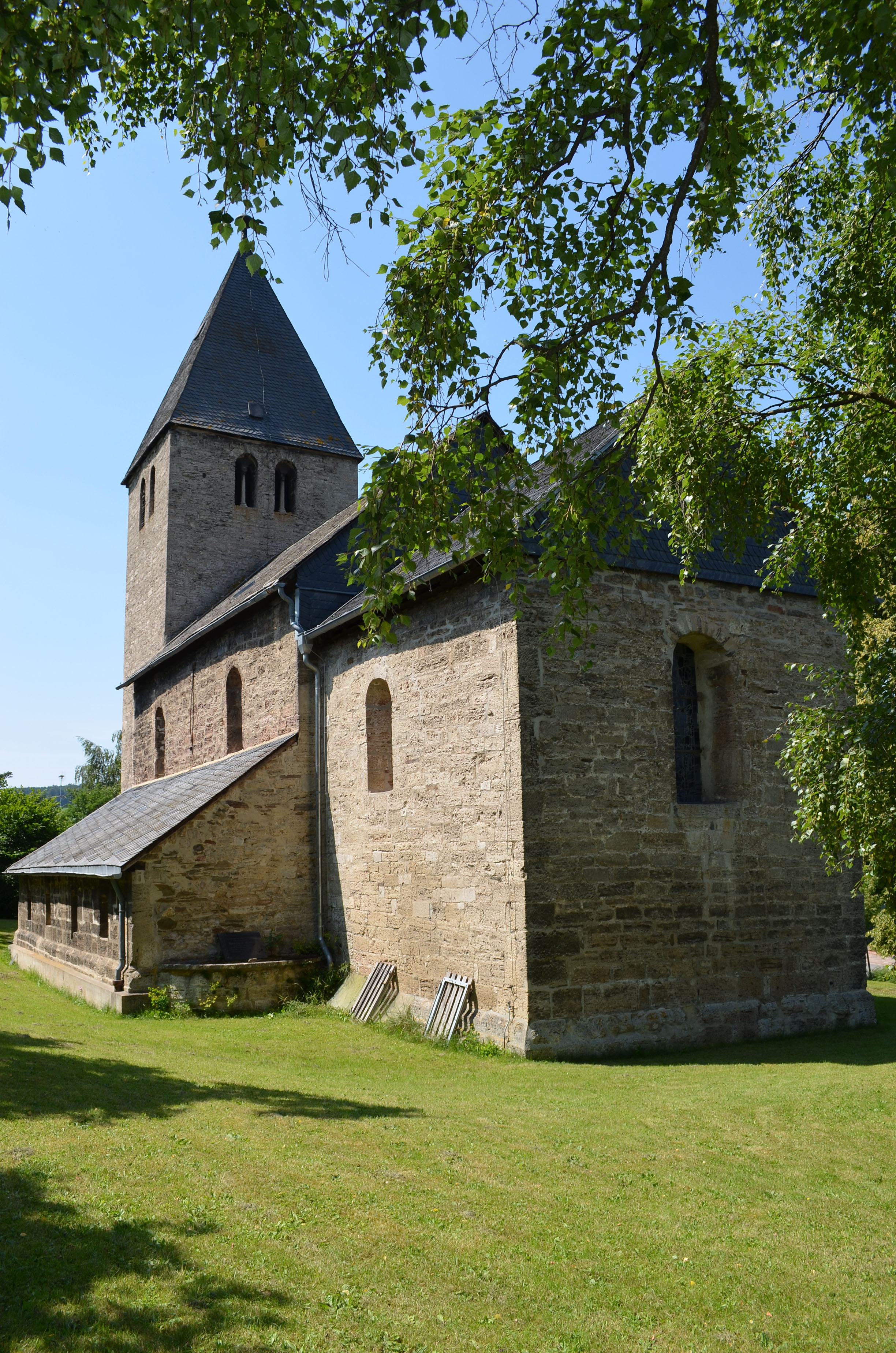
kościół św. Barbary
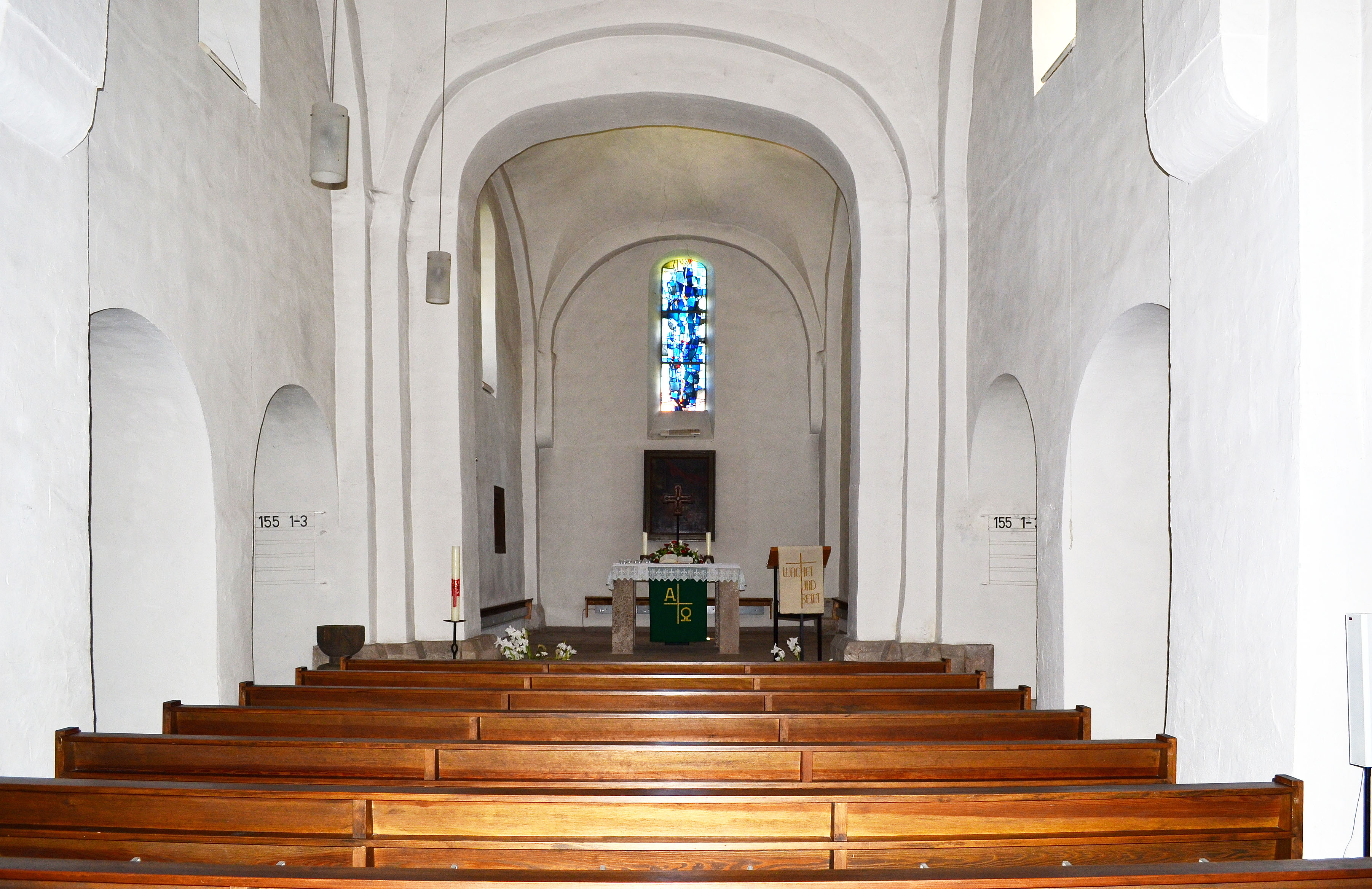
kościół św. Barbary, widziany przez nawę do ołtarza
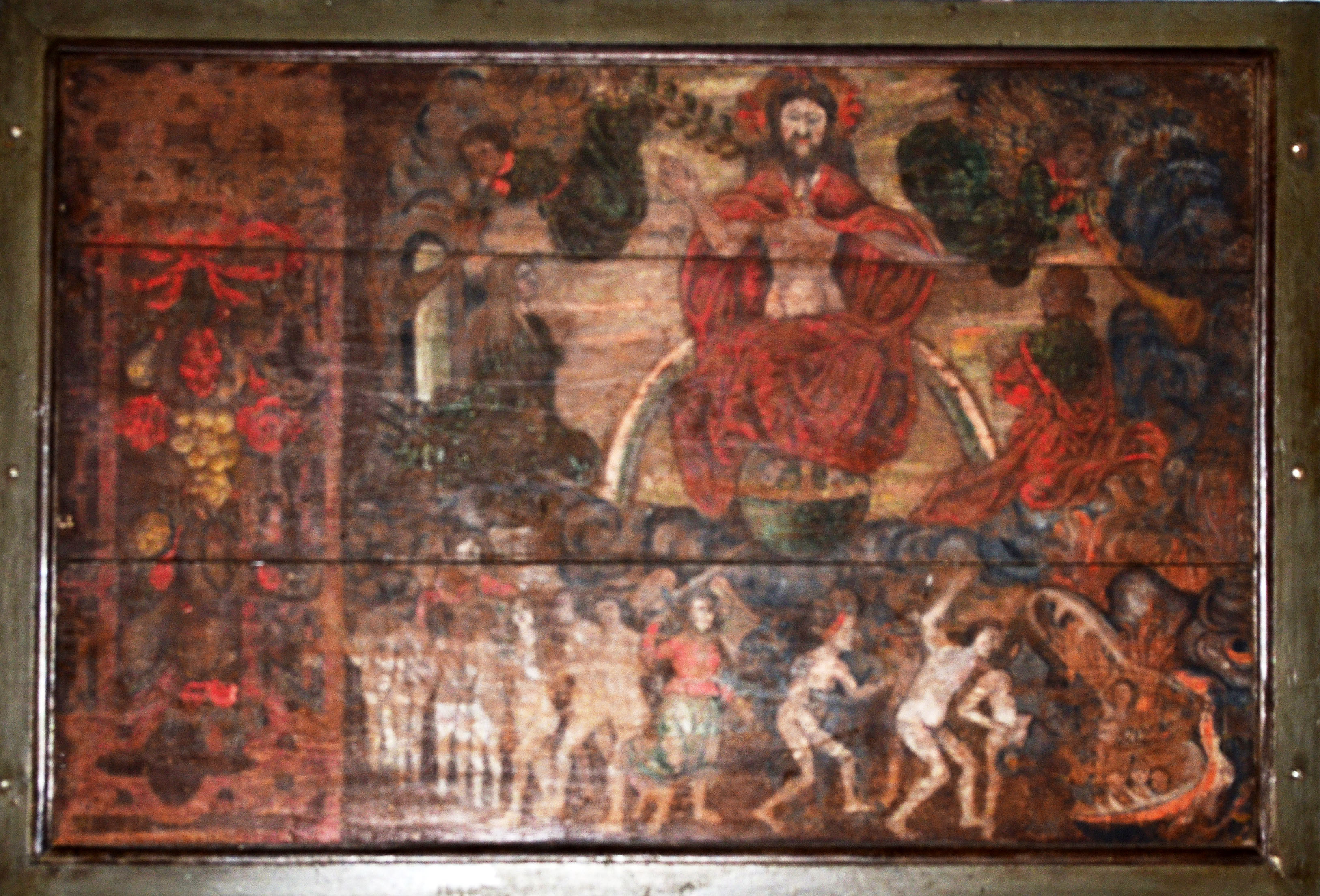
Zabytkowy drewniany panel w kościele św. Barbary